# جاي ر. ويلبيرن
جاي ر. ويلبيرن (بالإنجليزية: J. R. Wilburn)‏ هو لاعب كرة قدم أمريكية أمريكي، ولد في 27 أبريل 1943 في بورتسموث في الولايات المتحدة.

## وصلات خارجية
- جاي ر. ويلبيرن على موقع مرجع كرة القدم المحترفة.كوم (الإنجليزية)